# Мазарачево
Мазарачево е село в Западна България. То се намира в община Кюстендил, област Кюстендил.

## География
Мазарачево се намира в Кюстендилската котловина, на 11 км северозападно от град Кюстендил, по течението на река Бистрица, на жп линията Кюстендил – Гюешево. С град Кюстендил селото е свързано чрез асфалтов път, отклоняващ се за него в западната част на село Соволяно.
Климат – умерен, преходно-континентален.
За името на селото има две обяснения. Според едното то произхожда от турските думи „mezar“ (гроб) и „agaç“ (дърво) т.е. „дърво, при което има гроб“, според другото – от румънската заемка „mazara“ (грах, нахут), т.е. място в което се отглежда грах, нахут.
През годините селото принадлежи към следните административно-териториални единици: Община Соволяно (1949 – 1958), Община Жилинци (1958 – 1959), Община Соволяно (1959 – 1978), Община Драговищица (1978 – 1987) и Община Кюстендил (от 1987 г.). 

## Население
| Година    | 1866 | 1880 | 1900 | 1920 | 1926 | 1934 | 1946 | 1956 | 1965 | 1975 | 1985 | 2010 | 2014 |
| Население | 465  | 567  | 771  | 869  | 935  | 990  | 1025 | 813  | 504  | 273  | 192  | 75   | 40   |

## Селски махали
Селото се състои от три големи махали – Село (централна част), Църна река (Присоето) и Боровица (Осоето). Всяка от тези обобщени махали се дели на още по-малки, които имат и собствени имена. Общият им брой е около 30.

### „Селото“
Събраната част на селото (централната махала), където се намира и църквата „Свети Никола“, се дели на четири махали без видима граница между тях: „Шуглева“, „Анджекарска“, „Герова“ и „Миглева“. Около 1957 г. общият им брой възлизал на 56 къщи. Техните жители се смятат за староселци – потомци на първите 7 къщи заселници. Дворните места и къщите са застроени на гъсто. В миналото жилищата на тази махала са били едноетажни, паянтови и без достатъчно огряване от слънцето, поради взаимното им засенчване, а улиците били криви и без план и настилка.

### „Боровица“ („Усоето“)
Махалата е образувана от 14 по-малки махали, като най-голямата от тях е „Боровица“ (населена от родовете Ризови (староселци), Коле Христови (от с. Лисец), Велкови (староселци), Баба Николинини, Баба Алтънини (и двата от с. Режинци), Мангуски, Костадин Христови (от с. Дукат). Останалите махали са: „Абикушин дол“ (от родовете-староселци Венкови, Анастасови и Бежулски), „Тренчова махала (Ленище)“, „Рамница“ (от един род от с. Церовица), „Караджина орница“ (род Стоилкови от с. Ломница), „Йовкова“ (до връх Орлова чука), „Мишовица“ (родове Баба Илинкини и Цековци от Каменица), „Паничарци“ (род Никлинци от с. Бистрица), „Лоза“ (5 рода: Карадаци от с. Белут, Митовци, Лазови, Петревци и Анджакерци), „Липица“ (родове Яначкови и Гавазови и един род цигани), „Благуно“ (родове Атанасови (Герови) и Дядо Илиеви (и двата са староселци), „Валявиците“ (също Дядо Илиинци) – староселци, „Дренье“ (Дядо Атанасови) – староселци и „Синов дол“ (от рода Дядо Илиинци).
Голяма част от жителите на махалите в Боровица поради липса на достатъчен поминък за преживяване и голяма бедност, на няколко вълни се изселват в освободените земи на днешна Североизточна България – в селата на Ескиджумайско, Османпазарско, Шуменско, и по-малко в Поповско. Те са наричани най-общо шопи или още кюстендилски шопи. И днес голяма част от техните наследници живеят в този край.

### „Църна река“ („Присоето“)
Намира се в западния край на селското землище, в съседство с Долната махала на село Кършалево. Църна река е обобщаващо име и за 15 по-малки махали. През 60-те години на ХХ век тези махали са били образувани от 2 до най-много 13 къщи. Понякога в тях са живеели наследниците на един род, а в по-големите – по 3 – 4 рода. Имената на тези махали са: „Доларе“, „Ридарци“ (заселници от паланечкото село Търново), „Китина“ (род Петревци от с. Кършалево), „Пешова“, „Баба Янинци“, „Дебели рид“ (род Димиткови от с. Горно Уйно), „Митрева“ (по произход от Ридарци), „Безбелийска“ (род Костадинови от с. Горно Тлъмино, Сърбия), „Христо Царо“ (от с. Кършалево), „Денчина падина“, „Делвино“ (от с. Дукат), „Мачище“ (род Стоименови), „Ибров кръст“ (род Стойновци), „Кукла“ (родовете Манови, Джокевци и Цековци) и „Лъбинци“ (род Стоянови).

## История
Няма запазени писмени данни за времето на възникване на селото. Останките от късноантични градища, некропол и крепост в селското землище свидетелстват, че района е населяван от дълбока древност. В махалата Делвино (Църна река) в близост до училището в миналото са намирани останки от древни сгради и гробове. Срещу махала Делвино, на десния бряг на р. Бистрица, са намирани следи на старо селище – „Горното Градище“. Върху първия тунел на жп линията за Гюешево се намират останките на друго селище – Долното Градище. Там върху обширна тераса е имало „манастирище“, наричано „Свети Петър“. В местността Ограня, северно от центъра на селото, в миналото са били разкопани старинни гробове с тухлени похлупаци. В местността Средни рид, на около 1,5 км югоизточно от селото, и в нива на махалата Боровица са намирани останки от зидове, направени от камък, тухли и хоросан. На около 300 м над селската църква, по левия склон на река Бистрица, в миналото са открити следи от стара рударска вада.
Селото се споменава в османо-турски данъчни документи под имената Мазарач и Делвино (1570), Мазарадж и Мазарач (1576). В руска триверстова карта от 1878 г. е отбелязано като Мазарачево.
През 1866 г. селото брои 55 домакинства с 465 жители. Около половин век преди това в махалите Църна река и Боровица живеел само дядо Златан с неговите осем синове. По-късно при тях се преместили още домакинства от събрания дял на селото, а други дошли направо от някои други села и покрайнини.
Преди Освобождението земята на селото била раетска, като по-голямата част от нея била включена в големи турски чифлици. В тях били построени три кули (летни жилища) на собствениците турци, живеещи иначе в град Кюстендил, които след Освобождението били разрушени.
След 1878 г. част от населението започва да се изселва, като до Първата световна война се изселват около 11 домакинства в Шуменско и Ескиджумайско.
През 1885 г. е построена енорийската църква „Свети Никола“.
В края на XIX век Мазарачево има 9731 дка землище, от които 5062 дка ниви, 4334 дка гори, 210 дка естествени ливади, 125 дка овощни и зеленчукови градини и др. и се отглеждат 873 овце, 982 кози, 348 говеда и 125 коня. Основен поминък на населението са земеделие, скотовъдство и домашни занаяти.
Около 90% от землището на селото е разположено на планински терени. Поради тази причина след Освобождението започва и изсичането на голяма част от горите около селото и превръщането им в ниви и пасища, но без особен резултат за земеделието. Овощните градини (предимно ябълкови дървета) на селото се намират основно в събраната му по-равнинна част. По поречието на река Бистрица са били разположени 12 воденици и 2 тепавици.
През 190 г. е построено училище в центъра на селото, а през 1929 г. – са построени училища и в махалите Църна река и Боровица. През 1927 г. се основава читалище „Пробуда“, През 1937 г. е учредена кредитна кооперация „Взаимопомощ“ от 16 учредители. Кооперацията има за цел да приема спестяванията на членовете си, да им отпуска заеми за стопански нужди, да ги снабдява със стоки. Работи в областта на кредито-раздаването и влогонабирането; развива търговия с потребителски стоки; открива магазин през 1938 г. Включва се при създаването на фонд за водоснабдяване на селото. След 9 септември 1944 г. разширява търговската си дейност. Кредитните ѝ функции отпадат след въвеждането на държавния монопол в банковото дело (1947). През 1948 г. става всестранна кооперация; през 1952 – селкооп, а през 1954 е присъединена към Селкооп „Бистрица" в с.Соволяно.
Преди Втората световна война изселническото движение се засилва и става още по-масово през 50-те до 60-те години на ХХ век. Основна причина за изселванията от селото са индустриализацията на страната и нископродуктивното земеделие.
След 9 септември 1944 г. селото се модернизира. Провеждат се мащабни залесителни мероприятия. Увеличават се площите, заети с овощни градини.
През 1956 г. се учредява ТКЗС „Димитър Благоев“, което по-късно преминава към Обединеното ТКЗС „Стоян Лудев“ – с. Соволяно, а през 1979 г. е включено в състава на АПК – с. Драговищица.
Центърът на селото е електрифициран през 1952 г., а махалите Боровица и Църна река – през 1972 г. Селото е водоснабдено през 1979 г. Построени са два моста над река Бистрица, нова сграда на Селкоопа (1960), кооперативни магазини, нови обществени и частни сгради. Асфалтирани са главните улици и шосето за с. Соволяно (1980).
В началото на XXI век в резултат на промените в страната след 1989 г. и засилената миграция, населението още по-силно намалява.
Перспективите за развитие на селото са свързани с овощарството и развитието на селски туризъм.

## Религии
Село Мазарачево принадлежи в църковно-административно отношение към Софийска епархия, архиерейско наместничество Кюстендил. Населението изповядва източното православие.

## Обществени институции
- Кметско наместничество

## Културни и природни забележителности
- Православен църковен храм „Свети Никола“ от 1885 г.
- Християнски оброци. В селото е имало три християнски оброчища – първото се е намирало в местността „Манастирище“, второто в местността „Църквище“, третото в местността „Свети Георги“, където до вековен дъб е бил побит каменен кръст.
- Паметник на Любен Харалампиев (роден в с. Мазарачево 21 април 1920 – 5 декември 1942), деец на РМС, загинал в сражение с полицията в София.
- Пещерата „Дрънкалото“ – с дължина 17 м и денивелация 9 м;

## Редовни събития
- Ежегоден събор

## Личности
- Стоян Станков – опълченец
- Стойне Кръстев (24 октомври 1910 – ?), журналист, член на СБЖ, АБПФК, почетен гражданин на Кюстендил (1985)
- Любен Харалампиев (21 април 1920 – 5 декември 1942), деец на РМС, загинал в сражение с полицията в София